# Lista de primeiras-damas do estado do Maranhão
Esta é a lista que reúne as primeiras-damas do estado do Maranhão.
O termo é usado pela esposa do governador do Maranhão quando este está exercendo os plenos direitos do cargo. Em uma ocasião especial, o título pode ser aplicado a outra pessoa, quando o(a) governador(a) é solteiro(a) ou viúvo(a). A atual primeira-dama é Larissa Brandão, esposa do 64.º governador maranhense Carlos Brandão.
| Nº                                          | Nome                                        | Imagem                                      | Início do mandato       | Fim do mandato          | Governador(a)                        | Notas e Referências                 |
| ------------------------------------------- | ------------------------------------------- | ------------------------------------------- | ----------------------- | ----------------------- | ------------------------------------ | ----------------------------------- |
| Vago; junta Governativa Maranhense de 1889. | Vago; junta Governativa Maranhense de 1889. | Vago; junta Governativa Maranhense de 1889. | 18 de novembro de 1889  | 17 de dezembro de 1889  | Junta Governativa Maranhense de 1889 |                                     |
| 1                                           | Heloisa Feydit Tavares                      |                                             | 17 de dezembro de 1889  | 3 de janeiro de 1890    | Pedro Tavares Júnior                 |                                     |
| 2                                           | Joanna Francisca de Souza da Silveira       |                                             | 3 de janeiro de 1890    | 4 de julho de 1890      | Eleutério Muniz Varela               |                                     |
| 3                                           | Luísa de Melo Franco                        |                                             | 4 de julho de 1890      | 7 de julho de 1890      | José Tomás da Porciúncula            |                                     |
| 4                                           | Anna Rosa de Viveiros Castro                |                                             | 7 de julho de 1890      | 25 de julho de 1890     | Augusto Olímpio Castro               |                                     |
| 5                                           | Carolina Cadete de Souza                    |                                             | 25 de julho de 1890     | 28 de outubro de 1890   | Manuel Belfort Vieira                |                                     |
| 6                                           | Carolina Cantanhede Vaz                     |                                             | 28 de outubro de 1890   | 4 de março de 1891      | José Viana Vaz                       |                                     |
| 7                                           | Leonor Maria Xavier                         |                                             | 4 de março de 1891      | 14 de março de 1891     | Tarquínio Lopes                      |                                     |
| 8                                           | Elvira de Sá e Albuquerque                  |                                             | 14 de março de 1891     | 18 de dezembro de 1891  | Lourenço Albuquerque                 |                                     |
| Vago; junta governativa maranhense de 1891. | Vago; junta governativa maranhense de 1891. | Vago; junta governativa maranhense de 1891. | 18 de dezembro de 1891  | 8 de janeiro de 1892    | Junta Governativa Maranhense de 1891 |                                     |
| 9                                           | Carolina Cadete de Souza                    |                                             | 8 de janeiro de 1892    | 30 de novembro de 1892  | Manuel Belfort Vieira                |                                     |
| não encontrado.                             | não encontrado.                             | não encontrado.                             | 30 de novembro de 1892  | 27 de outubro de 1893   | Alfredo Martins                      |                                     |
| 10                                          | Leopoldina Salazar Vieira                   |                                             | 27 de outubro de 1893   | 2 de fevereiro de 1895  | Casimiro Vieira Júnior               |                                     |
| 11                                          | Carolina Cadete de Souza                    |                                             | 2 de fevereiro de 1895  | 13 de agosto de 1895    | Manuel Belfort Vieira                |                                     |
| 12                                          | Leopoldina Salazar Vieira                   |                                             | 13 de agosto de 1895    | 16 de dezembro de 1895  | Casimiro Vieira Júnior               |                                     |
| não encontrado.                             | não encontrado.                             | não encontrado.                             | 16 de dezembro de 1895  | 29 de abril de 1896     | Alfredo Martins                      |                                     |
| 13                                          | Leopoldina Salazar Vieira                   |                                             | 29 de abril de 1896     | 26 de março de 1897     | Casimiro Vieira Júnior               |                                     |
| não encontrado.                             | não encontrado.                             | não encontrado.                             | 26 de março de 1897     | 1º de março de 1898     | Alfredo Martins                      |                                     |
| 14                                          | Maria Leonarda Rodrigues Braga              |                                             | 1º de março de 1898     | 11 de agosto de 1898    | José de Magalhães Braga              |                                     |
| 15                                          | Olava Smith Torreão da Costa                |                                             | 11 de agosto de 1898    | 1º de março de 1902     | João Gualberto Torreão da Costa      |                                     |
| 16                                          | Maria de Jesus Sousa Lopes da Cunha         |                                             | 1º de março de 1902     | 1º de março de 1906     | Manuel Lopes da Cunha                |                                     |
| 17                                          | Angélica Gonçalves Pires Ferreira           |                                             | 1º de março de 1906     | 25 de maio de 1908      | Benedito Leite                       |                                     |
| 18                                          | Isabel Petronilha Burle Dubeux              |                                             | 25 de maio de 1908      | 25 de fevereiro de 1909 | Arthur Collares                      |                                     |
| não encontrado.                             | não encontrado.                             | não encontrado.                             | 25 de fevereiro de 1909 | 29 de junho de 1909     | Mariano Martins Lisboa Neto          |                                     |
| 19                                          | Julieta Militina Coelho                     |                                             | 29 de junho de 1909     | 5 de fevereiro de 1910  | Américo Vespúcio dos Reis            |                                     |
| não encontrado.                             | não encontrado.                             | não encontrado.                             | 5 de fevereiro de 1910  | 1º de março de 1910     | Frederico de Sá Filgueiras           |                                     |
| 20                                          | Raimunda Gama Domingues da Silva            |                                             | 1º de março de 1910     | 1º de março de 1914     | Luís Antônio Domingues da Silva      |                                     |
| 21                                          | Maria Barbosa Assis                         |                                             | 1º de março de 1914     | 26 de abril de 1914     | Afonso Gifwning de Matos             |                                     |
| 22                                          | Henriqueta Augusta Frazão Parga             |                                             | 1º de março de 1914     | 20 de março de 1917     | Herculano Nina Parga                 |                                     |
| não encontrado.                             | não encontrado.                             | não encontrado.                             | 20 de março de 1917     | 1º de março de 1918     | Antônio Brício de Araújo             |                                     |
| não encontrado.                             | não encontrado.                             | não encontrado.                             | 1º de março de 1918     | 9 de outubro de 1918    | José Joaquim Marques                 |                                     |
| 23                                          | Zelinda Marques Vianna                      |                                             | 9 de outubro de 1918    | 21 de outubro de 1918   | Raul da Cunha Machado                |                                     |
| 24                                          | Maria Filomena de Macedo Araújo             |                                             | 21 de outubro de 1918   | 25 de fevereiro de 1922 | Urbano Santos                        |                                     |
| 25                                          | Zelinda Marques Vianna                      |                                             | 25 de fevereiro de 1922 | 20 de janeiro de 1923   | Raul da Cunha Machado                |                                     |
| 26                                          | Joviliana Barreto Mendes Viana              |                                             | 20 de janeiro de 1923   | 1º de março de 1926     | Godofredo Viana                      |                                     |
| 27                                          | Virgínia Magalhães de Almeida               |                                             | 1º de março de 1926     | 1º de março de 1930     | José Magalhães de Almeida            |                                     |
| não encontrado.                             | não encontrado.                             | não encontrado.                             | 1º de março de 1930     | 8 de outubro de 1930    | José Pires Sexto                     |                                     |
| Vago; junta governativa maranhense de 1930. | Vago; junta governativa maranhense de 1930. | Vago; junta governativa maranhense de 1930. | 8 de outubro de 1930    | 14 de novembro de 1930  | Junta governativa maranhense de 1930 |                                     |
| não encontrado.                             | não encontrado.                             | não encontrado.                             | 15 de novembro de 1930  | 27 de novembro de 1930  | Luso Torres                          |                                     |
| 28                                          | Nair Eugênia Lobo                           |                                             | 27 de novembro de 1930  | 9 de janeiro de 1931    | José Maria Perdigão                  |                                     |
| 29                                          | Marisa Colonese Serra                       |                                             | 9 de janeiro de 1931    | 18 de agosto de 1931    | Astolfo Serra                        |                                     |
| não encontrado.                             | não encontrado.                             | não encontrado.                             | 18 de agosto de 1931    | 8 de setembro de 1931   | Joaquim Aquino Correia               |                                     |
| 30                                          | Delza Araújo Serôa da Motta                 |                                             | 8 de setembro de 1931   | 10 de fevereiro de 1933 | Lourival Seroa da Mota               |                                     |
| não encontrado.                             | não encontrado.                             | não encontrado.                             | 10 de fevereiro de 1933 | 30 de abril de 1933     | Américo Wanick                       |                                     |
| não encontrado.                             | não encontrado.                             | não encontrado.                             | 30 de abril de 1933     | 29 de junho de 1933     | Álvaro Saldanha                      |                                     |
| não encontrado.                             | não encontrado.                             | não encontrado.                             | 29 de junho de 1933     | 22 de julho de 1935     | Antônio Martins de Almeida           |                                     |
| 31                                          | Affife Valente Chuquia                      |                                             | 22 de julho de 1935     | 14 de junho de 1936     | Aquiles Lisboa                       |                                     |
| 32                                          | Branca Dantas Carneiro de Mendonça          |                                             | 14 de junho de 1936     | 15 de agosto de 1936    | Roberto Carneiro de Mendonça         |                                     |
| 33                                          | Maria Nazareth Pires Chaves                 |                                             | 15 de agosto de 1936    | 25 de abril de 1945     | Paulo Ramos                          |                                     |
| 34                                          | Cecília Ribeiro Cardoso                     |                                             | 25 de abril de 1945     | 9 de novembro de 1945   | Clodomir Cardoso                     |                                     |
| 35                                          | Maria Ritta de Aguiar Campos                |                                             | 9 de novembro de 1945   | 16 de fevereiro de 1946 | Eleazar Soares Campos                |                                     |
| 36                                          | Maria Lúcia de Gallas Bello                 |                                             | 16 de fevereiro de 1946 | 10 de abril de 1947     | Saturnino Bello                      |                                     |
| não encontrado.                             | não encontrado.                             | não encontrado.                             | 10 de abril de 1947     | 14 de abril de 1947     | João Pires Ferreira                  |                                     |
| 37                                          | Maria José Bayma Archer da Silva            |                                             | 14 de abril de 1947     | 31 de janeiro de 1951   | Sebastião Archer                     |                                     |
| 38                                          | Neusa Martins Costa Moreira                 |                                             | 31 de janeiro de 1951   | 28 de fevereiro de 1951 | Traiaú Rodrigues Moreira             |                                     |
| 39                                          | Rosalina Pinto de Barros                    |                                             | 28 de fevereiro de 1951 | 14 de março de 1951     | Eugênio Barros                       |                                     |
| 40                                          | Ruth Malty Aboud                            |                                             | 14 de março de 1951     | 18 de setembro de 1951  | César Aboud                          |                                     |
| 41                                          | Rosalina Pinto de Barros                    |                                             | 18 de setembro de 1951  | 31 de janeiro de 1956   | Eugênio Barros                       |                                     |
| 42                                          | Cacilda da Costa Machado                    |                                             | 31 de janeiro de 1956   | 26 de março de 1956     | Alderico Machado                     |                                     |
| 43                                          | Maria Celeste Sousa Ribeiro                 |                                             | 26 de março de 1956     | 9 de julho de 1957      | Eurico Ribeiro                       |                                     |
| 44                                          | Ada Ferrari de Carvalho                     |                                             | 9 de julho de 1957      | 31 de janeiro de 1961   | José de Matos Carvalho               |                                     |
| 45                                          | Aldenora Brandão                            |                                             | 31 de janeiro de 1961   | 31 de janeiro de 1966   | Newton Bello                         |                                     |
| 46                                          | Marly Sarney                                |                                             | 1º de fevereiro de 1966 | 14 de maio de 1970      | José Sarney                          |                                     |
| 47                                          | Enide Dino                                  |                                             | 14 de maio de 1970      | 15 de março de 1971     | Antônio Dino                         |                                     |
| 48                                          | Eney Lisboa Tavares                         |                                             | 15 de março de 1971     | 15 de março de 1975     | Pedro Neiva de Santana               |                                     |
| não encontrado.                             | não encontrado.                             | não encontrado.                             | 15 de março de 1975     | 31 de março de 1975     | José Murad                           |                                     |
| 49                                          | Delci de Araújo Nunes Freire                |                                             | 31 de março de 1975     | 15 de março de 1979     | Osvaldo da Costa Nunes Freire        |                                     |
| 50                                          | Gardênia Gonçalves                          |                                             | 15 de março de 1979     | 14 de maio de 1982      | João Castelo                         | [ 1 ]                               |
| 51                                          | Amália Saldanha                             |                                             | 14 de maio de 1982      | 15 de março de 1983     | Ivar Saldanha                        | [ 2 ]                               |
| 52                                          | Terezinha Rocha                             |                                             | 15 de março de 1983     | 15 de março de 1987     | Luís Rocha                           |                                     |
| 53                                          | Isabel Cafeteira                            |                                             | 15 de março de 1987     | 3 de abril de 1990      | Epitácio Cafeteira                   | [ 3 ]                               |
| 54                                          | Maria Santos Sousa                          |                                             | 3 de abril de 1990      | 15 de março de 1991     | João Alberto de Souza                |                                     |
| 55                                          | Nice Lobão                                  |                                             | 15 de março de 1991     | 2 de abril de 1994      | Edison Lobão                         | [ 4 ]                               |
| 56                                          | Zenira Massoli Fiquene                      |                                             | 2 de abril de 1994      | 1º de janeiro de 1995   | Ribamar Fiquene                      |                                     |
| ―                                           | Jorge Murad                                 |                                             | 1º de janeiro de 1995   | 5 de abril de 2002      | Roseana Sarney                       | 1.º Primeiro-cavalheiro do Maranhão |
| 57                                          | Alexandra Tavares                           |                                             | 5 de abril de 2002      | 1º de janeiro de 2007   | José Reinaldo Tavares                | [ 7 ]                               |
| 58                                          | Clay Lago                                   |                                             | 1º de janeiro de 2007   | 17 de abril de 2009     | Jackson Lago                         | [ 8 ]                               |
| ―                                           | Jorge Murad                                 |                                             | 17 de abril de 2009     | 10 de dezembro de 2014  | Roseana Sarney                       | 1.º Primeiro-cavalheiro do Maranhão |
| 59                                          | Valderez Melo                               |                                             | 10 de dezembro de 2014  | 1º de janeiro de 2015   | Arnaldo Melo                         | [ 10 ]                              |
| 60                                          | Daniela Lima                                |                                             | 1º de janeiro de 2015   | 2 de abril de 2022      | Flávio Dino                          | [ 11 ]                              |
| 61                                          | Larissa Brandão                             |                                             | 2 de abril de 2022      | até a atualidade        | Carlos Brandão                       | [ 12 ]                              |